# Tre engle og fem løver (film)
Tre engle og fem løver er en dansk film fra 1982, instrueret af Sven Methling og baseret på romanen Tre engle og fem løver af Bjarne Reuter.

## Medvirkende
- Otto Brandenburg
- Lisbet Dahl
- Jesper Langberg
- Elin Reimer
- Marie-Louise Coninck